# تومواکی کونو
تومواکی کونو (انگلیسی: Tomoaki Kuno؛ زادهٔ ۲۵ سپتامبر ۱۹۷۳) بازیکن فوتبال اهل ژاپن است.
از باشگاه‌هایی که در آن بازی کرده‌است می‌توان به باشگاه فوتبال کاوازاکی فرونتال اشاره کرد.